# Храповщина

Храповщина (укр. Храпівщина) — село,
Кияницкий сельский совет,
Сумский район,
Сумская область,
Украина.
Код КОАТУУ — 5924785908. Население по переписи 2001 года составляло 285 человек.

## Географическое положение
Село Храповщина находится у истоков реки Олешня,
ниже по течению на расстоянии в 1,5 км расположено село Новая Сечь.
К селу примыкает большой лесной массив (дуб).
Рядом проходит автомобильная дорога Н-07.

## Экономика
- Бурякосовхоз «Шевченковский», ОАО.